# Neut (bouwkundig)
Een neut is het onderste gedeelte van de stijlen van een houten deur- of raamkozijn, die in natuur- of kunststeen wordt uitgevoerd. Een neut voorkomt dat vocht in de houten stijlen optrekt, opdat ze niet gaan rotten. Neuten worden vaak samen met een natuur- of kunststenen dorpel uitgevoerd. De neut krijgt de vorm van de kozijnstijl. 
Toen kozijnen nog een dragende functie hadden, werd de dorpel tussen de neuten aangebracht, zodat de dorpel niet werd belast en zou breken. Moderne kozijnen hebben die dragende functie niet meer, daarom kunnen neuten en dorpel als een geheel aan de stijlen worden verlijmd. Neuten zijn vervangen door vlakke kussens op de onderdorpel waar de stijlen op aansluiten.
In Suriname wordt het woord neuten gebruikt voor de betonnen of stenen palen waarop verhoogde woningen zijn gebouwd.

## Afbeeldingen

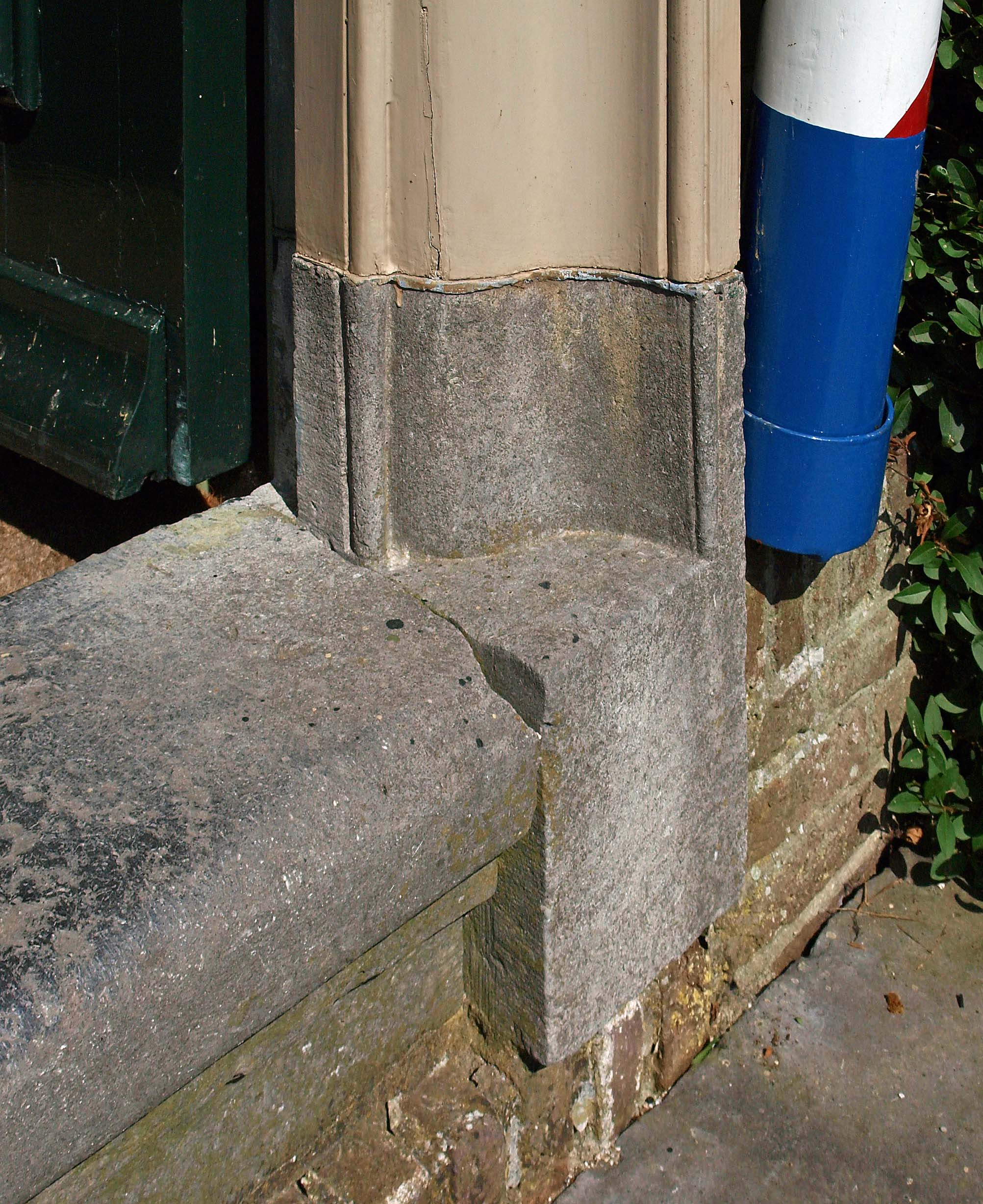
Losse neut, de neut volgt de vorm van houten stijl
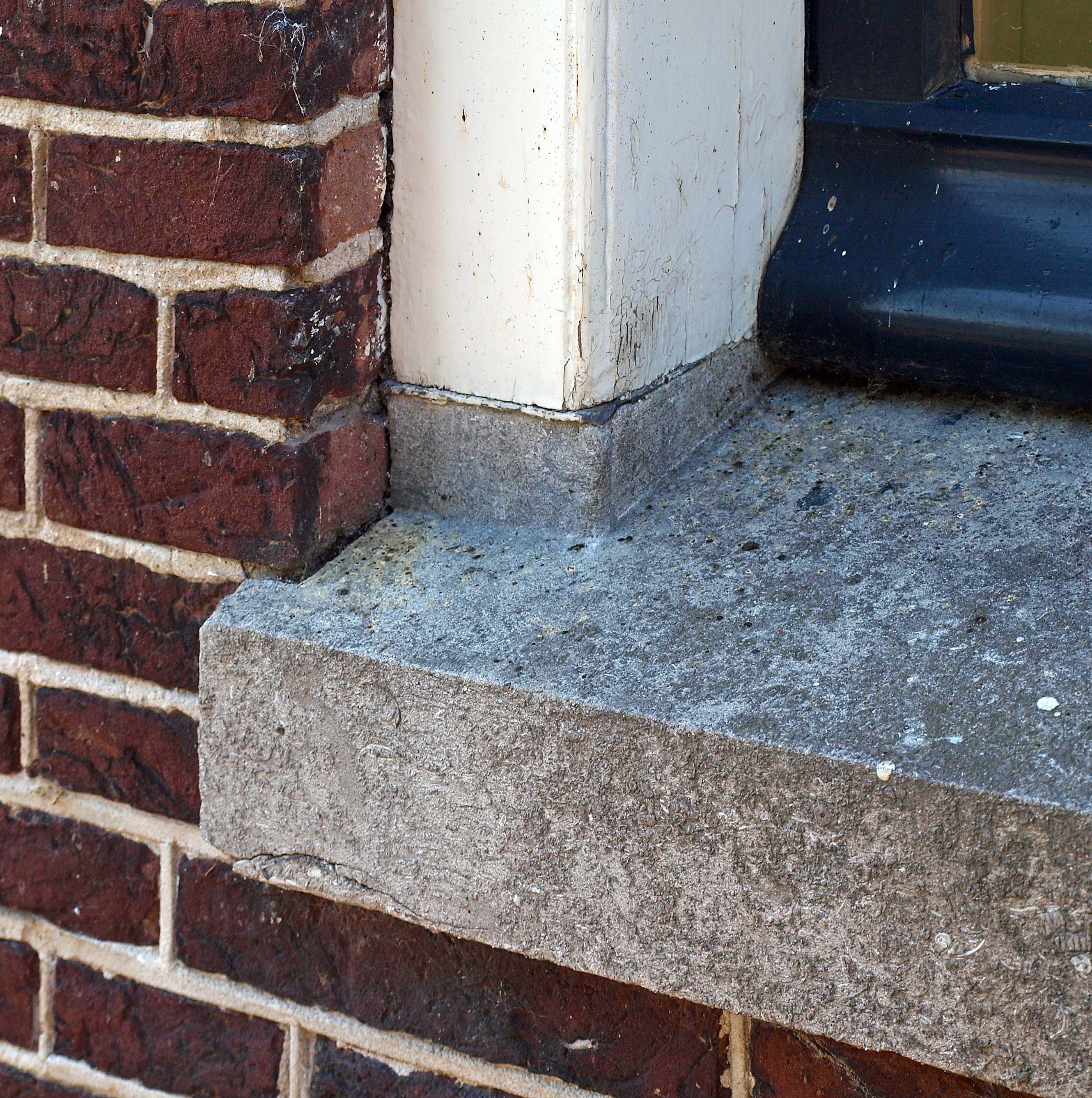
Stijl sluit aan op kussen, zie tekst voor info
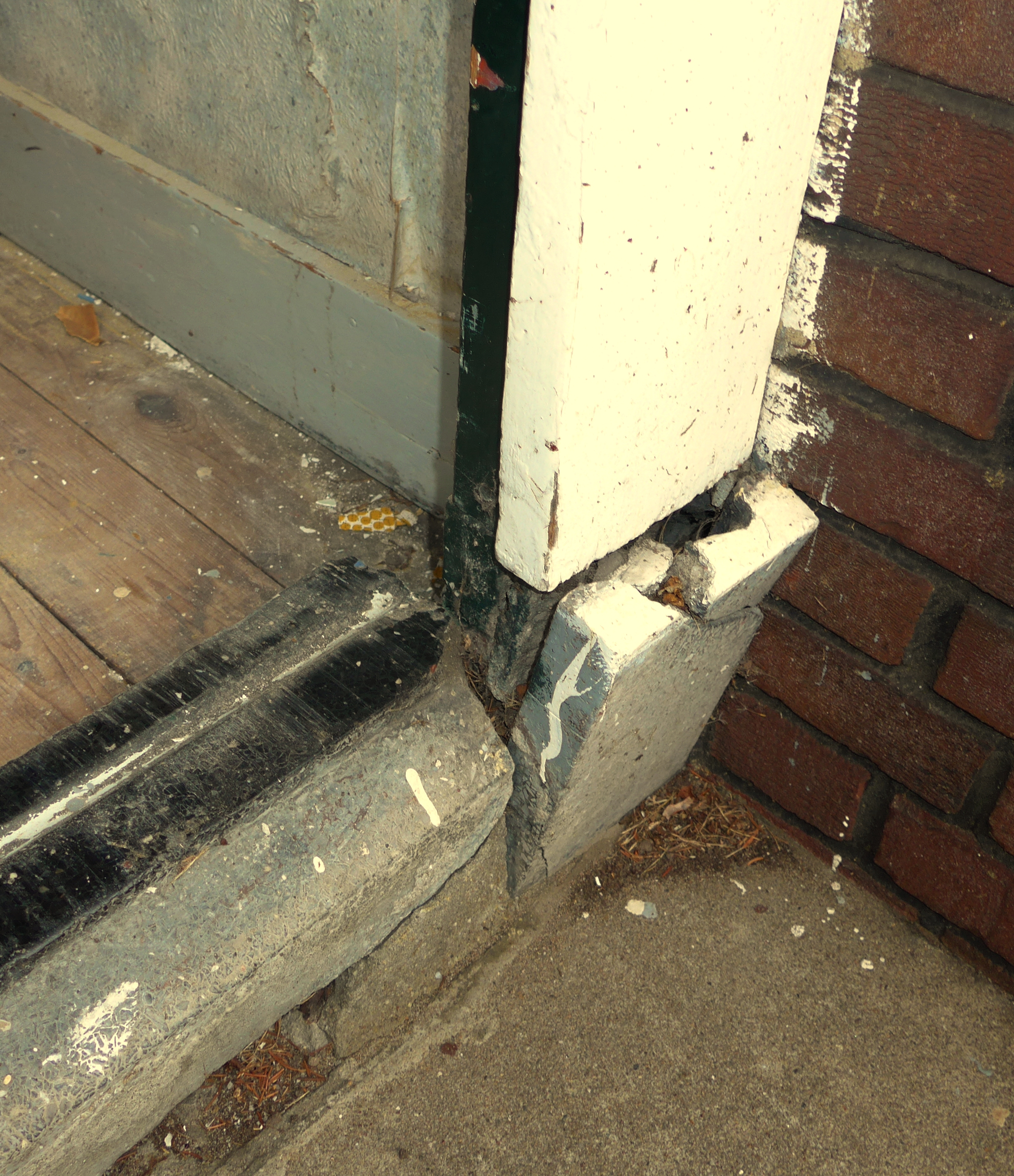
Neut vorstschade (90 jaar oud)